# Benedito Custódio Ferreira
Benedito Custódio Ferreira, mais conhecido como Escurinho (Nova Lima, 3 de julho de 1930 — Rio de Janeiro, 12 de dezembro de 2020), foi um futebolista brasileiro que atuou como meia e ponta-esquerda.

## Carreira
Iniciou sua carreira no amador Esporte Clube Morro Velho e logo após foi contratado pelo Villa Nova Atlético Clube de sua cidade natal, onde jogou de 1949 a 1954, tendo sido o grande condutor do Villa na conquista do Campeonato Mineiro de 1951.
Em 1954 se transferiu para o Fluminense onde jogou até 1964, em 1965 se transferindo para o Atlético Junior, de Barranquilla, na Colômbia, onde encerrou a sua carreira, neste ano.
Ponta-esquerda driblador, marcou 111 gols em 490 partidas pelo Fluminense, sendo o quarto jogador que mais vestiu a camisa tricolor.
Disputou nove jogos pela Seleção Brasileira, marcando um gol e conquistando as taças Taça Bernardo O’Higgins e Taça Oswaldo Cruz, ambas em 1955.
Até o ano de 2006 ainda trabalhou como motorista de táxi no Rio de Janeiro.

## Morte
Escurinho morreu em 12 de dezembro de 2020 vítima de falência múltipla dos órgãos além de sofrer do Mal de Alzheimer.

## Títulos
Seleção Brasileira
- Taça Bernardo O'Higgins: 1955
- Taça Oswaldo Cruz: 1955

Villa Nova-MG
- Campeonato Mineiro: 1951

Fluminense
- Campeonato Carioca: 1959 e 1964
- Torneio Rio-São Paulo: 1957 e 1960